# Kroatisches Heer
Das Kroatische Heer (kroatisch Hrvatska kopnena vojska; kurz HKoV) ist ein Teil der Kroatischen Streitkräfte, neben der Marine und den Luftstreitkräften. Das Heer besteht aus 11.100 Soldaten und wird vom Generalmajor Boris Šerić geleitet.

## Allgemeines

### Organisation
Das kroatische Heer besteht aus zwei Brigaden, zwei Bataillonen und fünf Regimentern.
- Panzerbrigade (Gardijska oklopno-mehanizirana brigada; stationiert in Vinkovci)
- Mechanisiertes Infanteriebataillon (Gardijska mehanizirana brigada; stationiert in Knin)
- ABC-Abwehrbataillon (Bojna NBKO; stationiert in Velika Gorica)
- Fernmeldebataillon (Bojna veze; stationiert in Velika Gorica)
- Artillerieregiment (Topničko-raketna pukovnija; stationiert in Bjelovar)
- Flugabwehrregiment (Pukovnija PZO; stationiert in Zemunik Donji)
- Pionierregiment (Inženjerijska pukovnija; stationiert in Karlovac)
- Schulungs Regiment
- Logistikregiment

### Einsätze
Das kroatische Heer beteiligt sich an den NATO-Missionen im Irak (NATO Mission Iraq), in Polen (eFP) und im Kosovo (KFOR). Unter Aufsicht der Vereinten Nationen sind kroatische Soldaten in Indien bzw. Pakistan (UNMOGIP), im Libanon (UNIFIL) und in Westsahara (MINURSO) aktiv.

## Ausrüstung
Die Ausrüstung des Heeres stammt größtenteils aus der ehemaligen Sowjetunion und Jugoslawien. Das kroatische Verteidigungsministerium plant, die veraltete Ausrüstung auszutauschen, so bestellten sie 2022 insgesamt 89 neue Schützenpanzer des Typs M2 Bradley. Von den 89 Panzern sollen 62 kampffähig sein, 5 für Trainingszwecke verwendet werden und die restlichen 22 sollen als Ersatzteilspender dienen. Zur Erfüllung der Aufgaben verfügt das Kroatische Heer über folgende Ausrüstung:

### Fahrzeuge

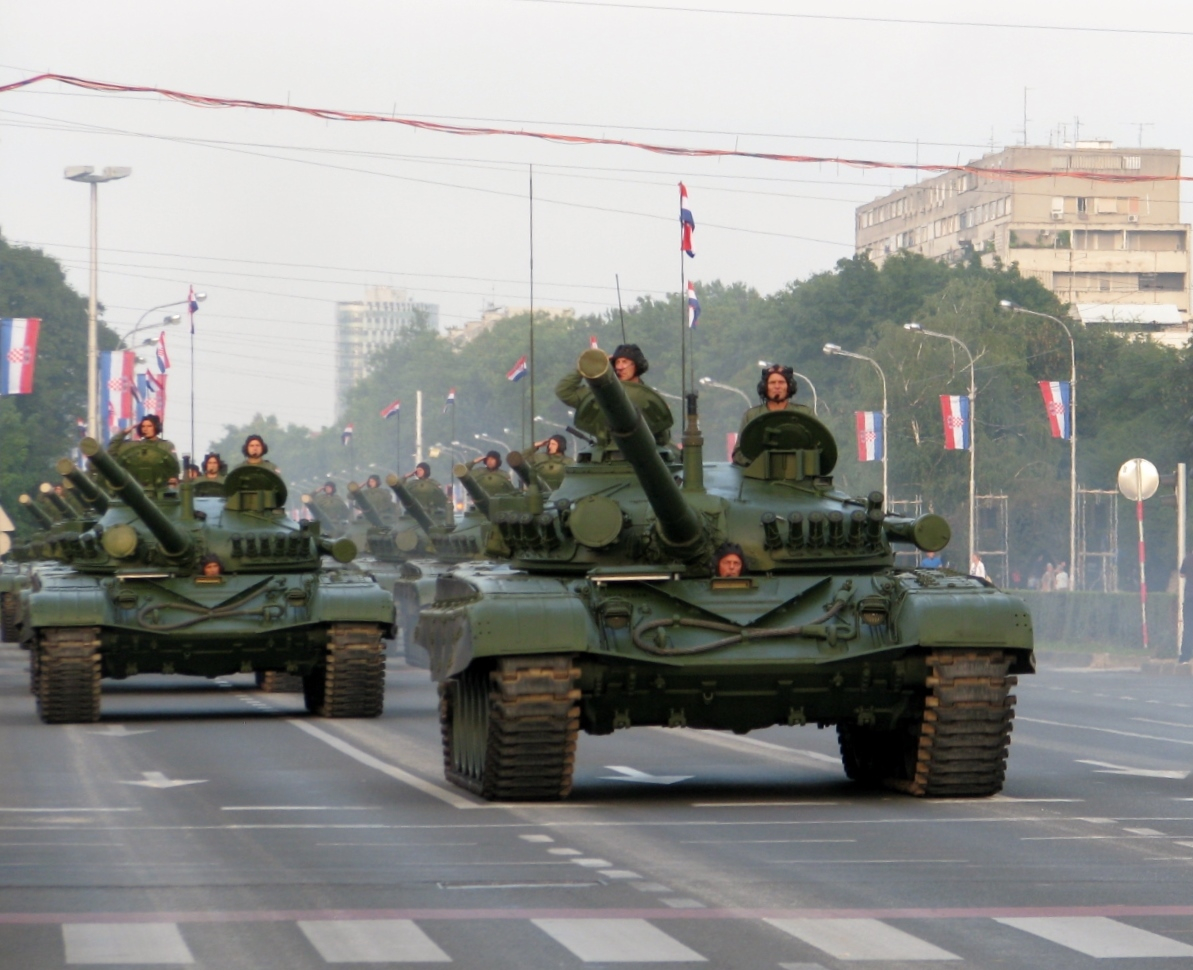
Kroatische M-84-Kampfpanzer

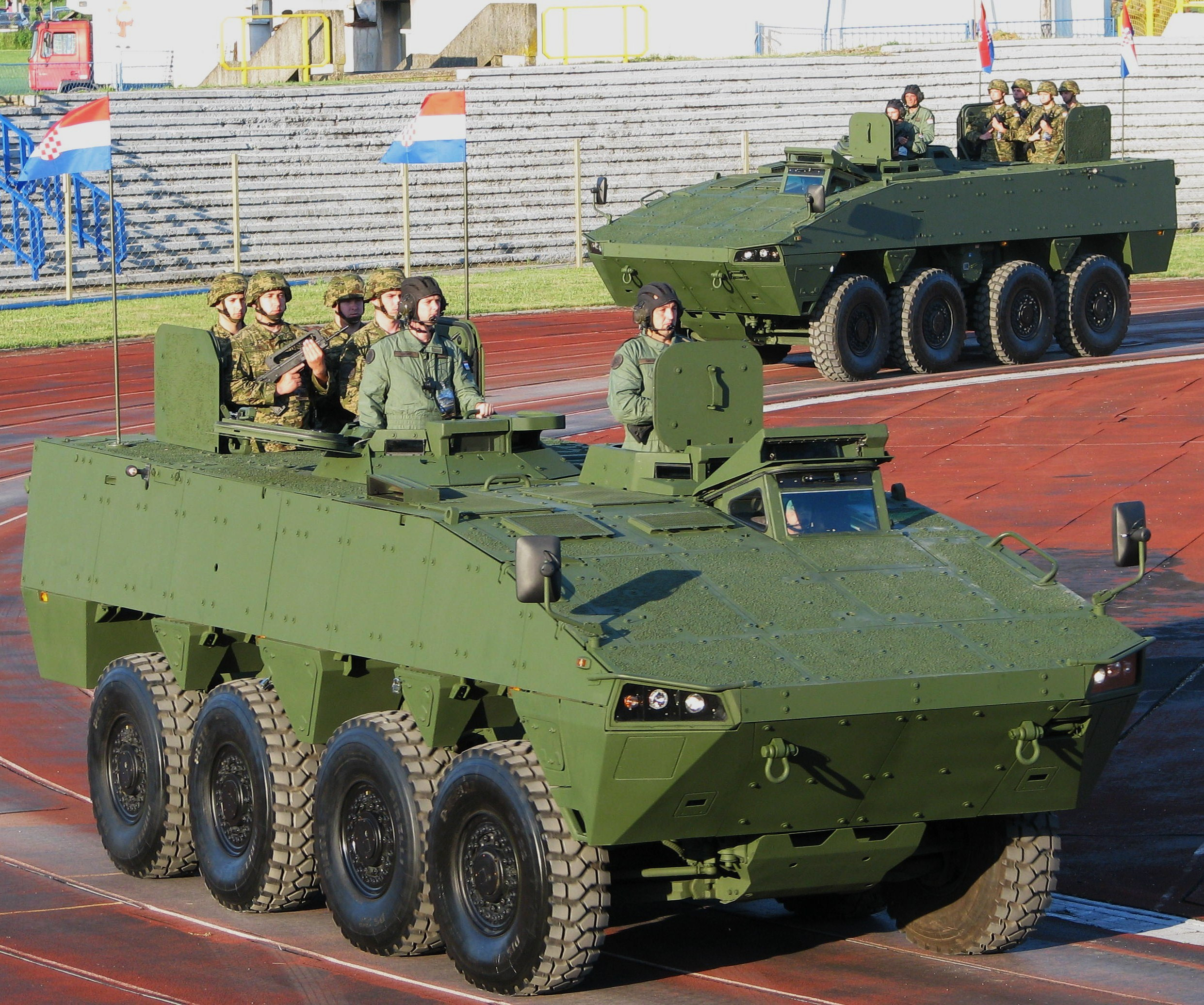
Patria AMV des Kroatischen Heeres

| Typ                   | Herkunft             | Funktion               | Version      | Anzahl | Anmerkungen                                                     |
| --------------------- | -------------------- | ---------------------- | ------------ | ------ | --------------------------------------------------------------- |
| M-84                  | Jugoslawien Kroatien | KampfpanzerBergepanzer | M-84M-84AI   | 741    |                                                                 |
| BVP M-80              | Jugoslawien          | Schützenpanzer         |              | 128    | Wird durch M2 Bradley ersetzt                                   |
| M2 Bradley            | Vereinigte Staaten   | Schützenpanzer         |              | 22     | Ersetzt den BVP M-80, weitere 67 Fahrzeuge geplant              |
| Patria AMV            | Finnland Kroatien    | Mannschaftstransporter |              | 158    | Werden mit neuen Waffentürmen des Typs UT30 Mk II ausgestattet. |
| International MaxxPro | Vereinigte Staaten   | Geschütztes Fahrzeug   | PlusRecovery | 346    |                                                                 |
| RG-33                 | Südafrika            | Geschütztes Fahrzeug   |              | 20     |                                                                 |
| Iveco LMV             | Italien              | Mehrzweckfahrzeug      |              | 15     |                                                                 |
| Oshkosh M-ATV         | Vereinigte Staaten   | Mehrzweckfahrzeug      |              | 232    |                                                                 |
| VT-55A                | Tschechoslowakei     | Bergepanzer            | JVBT-55A     | 12     |                                                                 |
| WZT-2                 | Polen                | Bergepanzer            |              | 1      |                                                                 |
| WZT-3                 | Polen                | Bergepanzer            |              | 2      |                                                                 |
| MT-55                 | Sowjetunion          | Brückenlegepanzer      | MT-55A       | 6      |                                                                 |
| MV-4                  | Kroatien             | Minenräumpanzer        |              | 4      |                                                                 |

### Artillerie

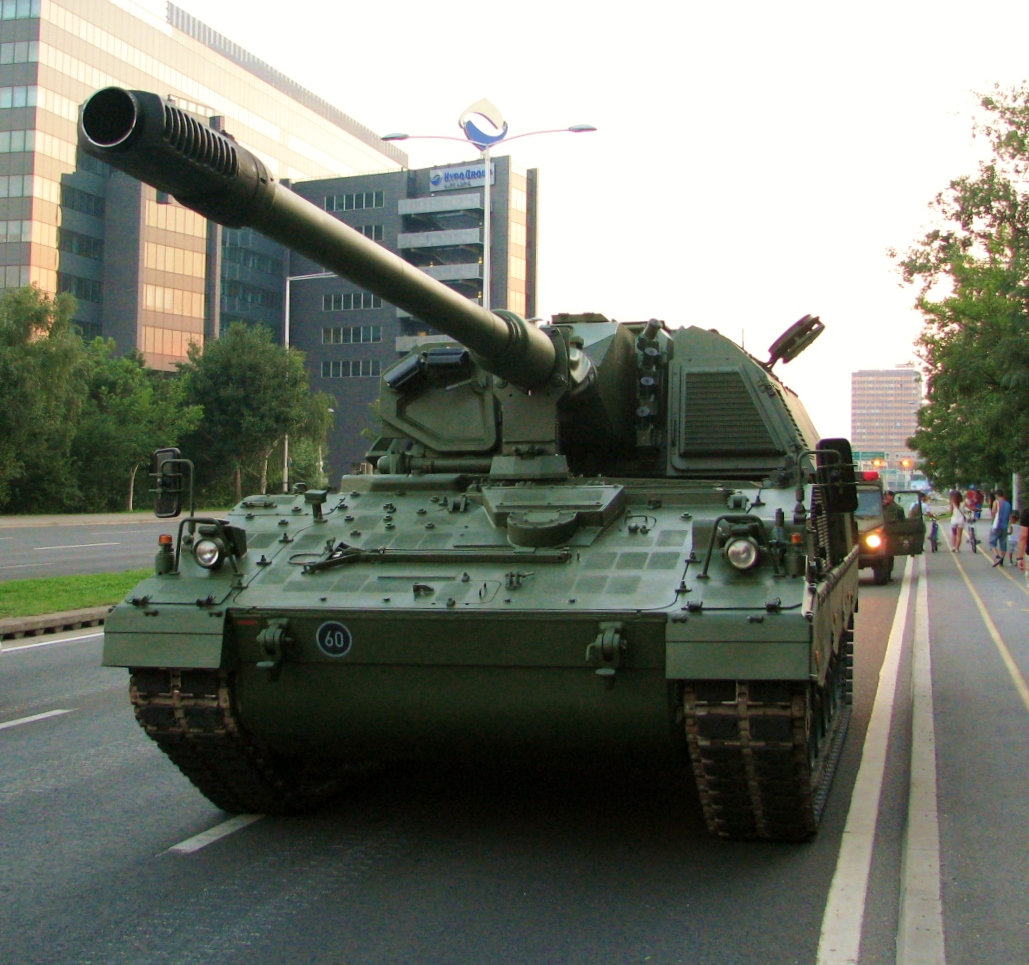
Panzerhaubitze 2000 bei einer Parade in Zagreb

| Typ                 | Herkunft           | Funktion                     | Anzahl | Anmerkungen |
| ------------------- | ------------------ | ---------------------------- | ------ | ----------- |
| 2S1                 | Sowjetunion        | Selbstfahrlafette            | 8      |             |
| Panzerhaubitze 2000 | Deutschland        | Panzerhaubitze               | 15     |             |
| D-30                | Sowjetunion        | 122-mm-Haubitze              | 24     |             |
| M-142 HIMARS        | Vereinigte Staaten | 227-mm-Mehrfachraketenwerfer | 8      |             |
| M-92 Vulkan         | Kroatien           | 122-mm-Mehrfachraketenwerfer | 6      |             |
| BM-21 Grad          | Sowjetunion        | 122-mm-Mehrfachraketenwerfer | 30     |             |
| M75                 | Jugoslawien        | 120-mm-Mörser                | 46     |             |
| M96                 | Jugoslawien        | 82-mm-Mörser                 | 54     |             |

### Panzer- und Flugabwehrwaffen

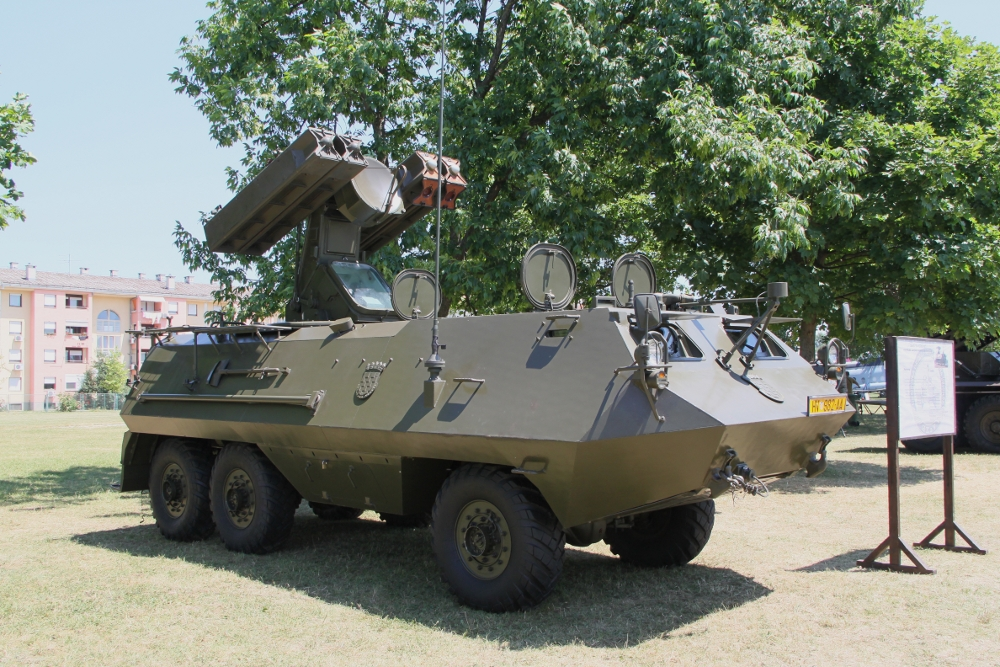
Flugabwehrsystem Strijela - 10CROA1

| Typ            | Herkunft           | Funktion                               | Version       | Anzahl | Anmerkungen |
| -------------- | ------------------ | -------------------------------------- | ------------- | ------ | ----------- |
| BOV            | Jugoslawien        | PanzerabwehrfahrzeugFlugabwehrfahrzeug | BOV-1BOV-3 SP | 2010   |             |
| 9K11 Maljutka  | Sowjetunion        | Panzerabwehrlenkwaffe                  |               |        |             |
| 9K111 Fagot    | Sowjetunion        | Panzerabwehrlenkwaffe                  |               |        |             |
| 9K113 Konkurs  | Sowjetunion        | Panzerabwehrlenkwaffe                  |               |        |             |
| 9K115 Metis    | Sowjetunion        | Panzerabwehrlenkwaffe                  |               |        |             |
| Spike          | Israel             | Panzerabwehrlenkwaffe                  |               |        |             |
| BGM-71 TOW     | Vereinigte Staaten | Panzerabwehrlenkwaffe                  |               |        |             |
| 9K35 Strela-10 | Sowjetunion        | Flugabwehrsystem                       | Strela-10M3   | 9      |             |
| 9K310 Igla-1   | Sowjetunion        | MANPADS                                |               |        |             |
| Mistral        | Frankreich         | MANPADS                                |               |        |             |